# Uitgeverij Averbode
De Groep Averbode was een katholieke uitgeverijengroep, opgericht in 1920 en gevestigd in Averbode. Ze was sterk verbonden aan de abdij van Averbode.
Gedurende een dertigtal jaren was de uitgeverij marktleider voor educatieve tijdschriften in België, zowel in het Nederlands als in het Frans. Daarnaast had de Groep Averbode een sterk educatief fonds met leermiddelen en methodes voor het basis-, het secundair en het volwassenenonderwijs, eveneens voor Vlaanderen en Wallonië (en het Groothertogdom Luxemburg). Deze fondsen verschenen onder Averbode, Erasme, Didier Hatier, Labor, Sedrap of Cego.
Verder verzorgde de groep de distributie van een aantal belangrijke  internationale educatieve uitgevers zoals Hachette, Didier, Hatier, Edelsa, Oxford University Press, Mary Glasgow Magazine, Kwintessens, CED …
Vanuit de band met de abdij van Averbode heeft de uitgeverij reeds jaren een fonds Maatschappij & Spiritualiteit in Vlaanderen en Nederland.
De uitgeverijengroep was ook internationaal actief, met eigen filialen in Nederland en Frankrijk.
Vroeger was Averbode ook werkend onder de naam Altiora. 
In april 2022 kwam de uitgeverij in handen van Uitgeverij Plantyn.

## Geschiedenis

### 1920
Op 4 januari 1920 rollen in de abdij van Averbode twee van de eerste Belgische kindertijdschriften van de pers: Zonneland en Petits Belges. Foto's, humor en kleuren spelen snel een belangrijke rol. In 1929 verschijnt het eerste stripverhaal. Het weekblaadje wordt onder pater De Kesel (Nonkel Fons) heel populair in de vrije scholen. 

### 1930
In 1930 verschijnt het eerste Vlaamse Filmpje, een wekelijks avonturenverhaal voor de jeugd. Hiermee wil de uitgever Zonneland-lezers de stap laten zetten naar het boek. De Vlaamse Filmpjes zijn altijd 32 bladzijden lang. Ze zijn goedkoop dankzij hun hoge oplage - 60.000 in 1940. Vooral de geheimzinnige verhalen van John Flanders zijn heel geliefd. 

### 1940-1944
Tijdens de Tweede Wereldoorlog wordt Zonneland gecensureerd en zelfs een tijdje verboden. Maar de redactie gaat clandestien door.

### 1958
In december 1958 wordt Zonneland opgesplitst in twee tijdschriften: Zonnekind richt zich - eerst om de twee weken, later wekelijks - tot de eerste drie leerjaren. Zonneland wordt het tijdschrift van de laatste drie leerjaren.

### 1964
In 1963 verschijnt Prutske voor de kleuters. Het blijft onder die naam slechts één jaar bestaan. De Goede Pers beslist om het tijdschrift in het Frans, Engels en Duits uit te geven en kiest voor een nieuwe titel: Doremi. Het tijdschrift legt de nadruk op creatieve, affectieve en psycho-motorische vaardigheden. Later verschijnt Doremi ook in het Spaans.

### 1966
In 1966 gaat G.P. Averbode verder met de opsplitsing van de kindertijdschriften. Zonnestraal wordt het weekblad voor het derde en vierde leerjaar. Zonneland richt zich voortaan alleen tot het vijfde en zesde leerjaar.

### 1973
Op 15 januari 1973 brengt G.P. Averbode Top uit: een jongerenmagazine vol ontspanning, vorming en informatie. In 1995 wordt Top vervangen door het schooltijdschrift iD.

### 1991
In 1991 verschijnt het maandblad Dopido voor kinderen van 2 en 3 jaar. Het is volledig in kleur gedrukt op stevig kartonpapier. Elk nummer biedt een verhaal, een praatplaat, een versje of liedje, een identificatiespel, een doe-pagina en een strip rond bewegingsopvoeding.

### 1995
In 1995 verschijnt iD, het nieuwe halfmaandelijkse tijdschrift voor de eerste graad van het secundair onderwijs.

### 1996
In 1996 werd de naamloze vennootschap losgemaakt van de abdij en omgedoopt tot Uitgeverij Averbode.

### 1999
In 1999 verschijnen Blikopener (1984 ?) en Reflector, twee educatieve tijdschriften voor leerlingen van het secundair onderwijs.

### 2006
In 2006 start Uitgeverij Averbode in samenwerking met de redactie van Het Nieuwsblad en Het Volk met twee jongerenkranten. Met YO! en 4 teens wil de uitgeverij tegemoetkomen aan de grote vraag naar actualiteit op maat van kinderen en jongeren.

### 2012
Uitgeverij Averbode beslist de educatieve tijdschriften iD, Blikopener en Reflector én de jongerenkrant 4 teens niet langer te publiceren.

### 2022
Uitgeverij Averbode komt in april 2022 voor 100% in handen van Uitgeverij Plantyn, dat op zijn beurt deel uitmaakt van de internationale groep Infinitas Learning.  

## Uitgaven

### Tijdschriften
- Dopido, hernoemd tot Doremini (1991 - 2024)
- Doremi (1963 - 2024)
- Zonnekind (1958 - 2024)
- Zonnestraal (1966 - 2024)
- Zonneland (1919 – 2024)
- Vlaamse Filmpjes (1931 – heden)
- Dokadi
- Top (1973 - 1995)
- iD (1995 - 2012)
- Blikopener (1984 ? 1999 - 2012)
- Reflector (1999 - 2012)
- 4 teens (2006 - 2012)
- YO! (2006 - ??)

### Basisonderwijs
Voor de kleuter- en de lagere school biedt Uitgeverij Averbode methodes voor verschillende vakken: godsdienst, Frans, wiskunde, taalontwikkeling, wereldoriëntatie, muzische vorming ... 
Een waaier aan leermiddelen vult het aanbod aan.

### Secundair onderwijs
Met meer dan 15 methodes voor het secundair onderwijs komt Uitgeverij Averbode aan bod in nagenoeg alle richtingen van het secundair onderwijs. Zo zijn er uitgaven voor o.a. de vakken geschiedenis, informatica, scheikunde, Nederlands, wiskunde, techniek ...

### Volwassenenonderwijs
In samenwerking met partners Didier FLE, Hachette FLE, Edelsa en Mary Glasgow richt Uitgeverij Averbode zich voornamelijk op uitgaven voor taallessen.

### Maatschappij en spiritualiteit
Het religieuze boekenfonds van Uitgeverij Averbode biedt een brede waaier aan uitgaven voor kinderen en volwassenen en aan wetenschappelijke, pastorale en catechetische uitgaven die een bijdrage willen leveren aan een hedendaagse kerkopbouw.